# 路德·哈克曼
路德·吉恩·哈克曼（英語：Luther Gean Hackman，1974年10月10日—），是美國前職業棒球投手。

## 職業生涯
海克曼在1994年美國職棒大聯盟選秀的第6輪（第154順位）中被科羅拉多洛磯選中。他曾在科羅拉多洛磯、聖路易紅雀和圣迭戈教士時期登上大聯盟。
在2007年，海克曼幾乎整個球季都待在密爾瓦基釀酒人的3A球隊納許維爾天籟。他於8月18日遭釋出成為自由球員，然後在8月24日由另一支3A球隊奧克拉荷馬紅鷹簽下。
在2007年10月下旬，海克曼因檢測表現增強物質的陽性結果而違反小聯盟藥物預防和治療計劃而被禁賽50場。
他於2008年7月1日加入中華職棒的統一7-ELEVEn獅，中文登錄名為「海克曼」，並於該年度的台灣大賽榮獲總冠軍賽最有價值球員。
在2009年6月26日再度加入統一7-ELEVEn獅，並於該年度的台灣大賽再度榮獲總冠軍賽最有價值球員， 於2010年12月離開統一7-ELEVEn獅。

## 外部連結
- 路德·哈克曼在中華職棒
- 路德·哈克曼在Baseball-Reference.com（大聯盟）（英语）
- 路德·哈克曼在FanGraphs.com（英语）
- 路德·哈克曼在The Baseball Cube（英语）
- 路德·哈克曼在台灣棒球維基館上的頁面（繁體中文）

| 獎項          | 獎項                               | 獎項          |
| ------------- | ---------------------------------- | ------------- |
| 前任： 費古洛 | 台灣大賽最有價值球員獎 2008-2009年 | 繼任： 麥格倫 |